# Jeanette Nolan
Jeanette Nolan (ur. 30 grudnia 1911, zm. 5 czerwca 1998) – amerykańska aktorka radiowa, filmowa i telewizyjna. Była czterokrotnie nominowana do nagrody Emmy.

## Życiorys
Urodziła się w 1911 w Los Angeles. Karierę aktorską rozpoczęła w Pasadena Community Playhouse, gdzie w czasie nauki w Los Angeles City College w 1932 odbył się jej radiowy debiut w "Omar Khayyam". Ukończyła Abraham Lincoln High School w Los Angeles. Jako aktorka filmowa zadebiutowała w 1948 roku rolą Lady Makbet w filmie Makbet. Ostatni raz pojawiła się na ekranie jako matka Toma Bookera (Robert Redford) w filmie Zaklinacz koni (1998). Wystąpiła w ponad trzystu produkcjach telewizyjnych, włączając w to występy regularne i role epizodyczne. Otrzymała cztery nominacje do nagrody Emmy. Zmarła na wylew w wieku 86 lat w Cedars-Sinai Medical Center. Prywatnie od 1937 roku Jeanette Nolan była żoną aktora Johna McIntire’a, z którym często występowała, była także matką aktora Tima McIntire’a.

## Filmografia wybrana
- Makbet (Macbeth, 1948) jako lady Makbet[2]
- Słowa i muzyka (Words and Music, 1948)[2]
- Psychoza (Psycho, 1960) głos Normy Bates (niewym. w czołówce)[3]
- Człowiek, który zabił Liberty Valance’a (The Man Who Shot Liberty Valance, 1962)[2]
- Prawdziwe wyznania (True Confessiona, 1981)[2]
- Zaklinacz koni (The Horse Whisperer, 1998) jako Ellen Booker[2]